# Jacques Marquette

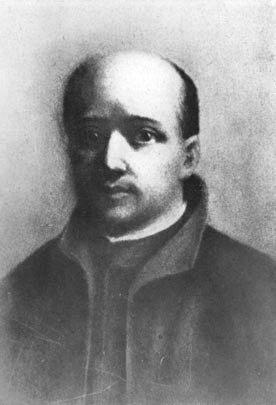
Jacques Marquette atya

Jacques Marquette atya  (más néven Père Marquette) (Laon, 1637. június 10. – 1675. május 18.) egy francia jezsuita misszionárius volt, aki megalapította a későbbi Michigan első európai települését, Sault Ste. Marie-t, majd később St. Ignace-t is. 1673-ban Marquette jezsuita atya és Louis Jolliet prémkereskedő voltak az első európaiak, akik eljutottak a Mississippi felső folyásához és feltérképezték azt.

## Élete
Jacques Marquerre Laon-ban született, Franciaországban, 1637. június 10-én. Tizenhét évesen lépett be a jezsuita rendbe. Miután évekig Franciaországban tanult és dolgozott, a rend 1666-ban Quebecbe rendelte őt, mint az amerikai bennszülöttek misszionáriusát. Nagy tehetséggel tanulta meg a helyi nyelveket, különösen a huront. 1668-ban Marquette atya (franciául: Pére Marquette) azt az utasítást kapta elöljáróitól, hogy vezessen missziót a Szent Lőrinc-folyó mentén fel egészen a Nagy-tavakig. Segédkezett egy misszió megalapításában Sault Ste. Marie-ban, a mai Michigan területén, és La Pointe-ben, a Felső-tó mellett, a mai Ashland közelében. Itt találkozott az iliniwek (másképp illinois) indiánokkal, akik meséltek neki a Mississippi-folyóról. Meghívták az európai szerzetest, hogy tanítsa a népüket, akik a messzi délen éltek. A huronok és szomszédaik, a lakoták La Pointe-nél folyó háborúskodása miatt Marquette atya elhagyta a missziót és a Mackinac-szoroshoz ment. Értesítette elöljáróit a szóbeszédekből ismert folyóról és engedélyt kért a felderítésére.

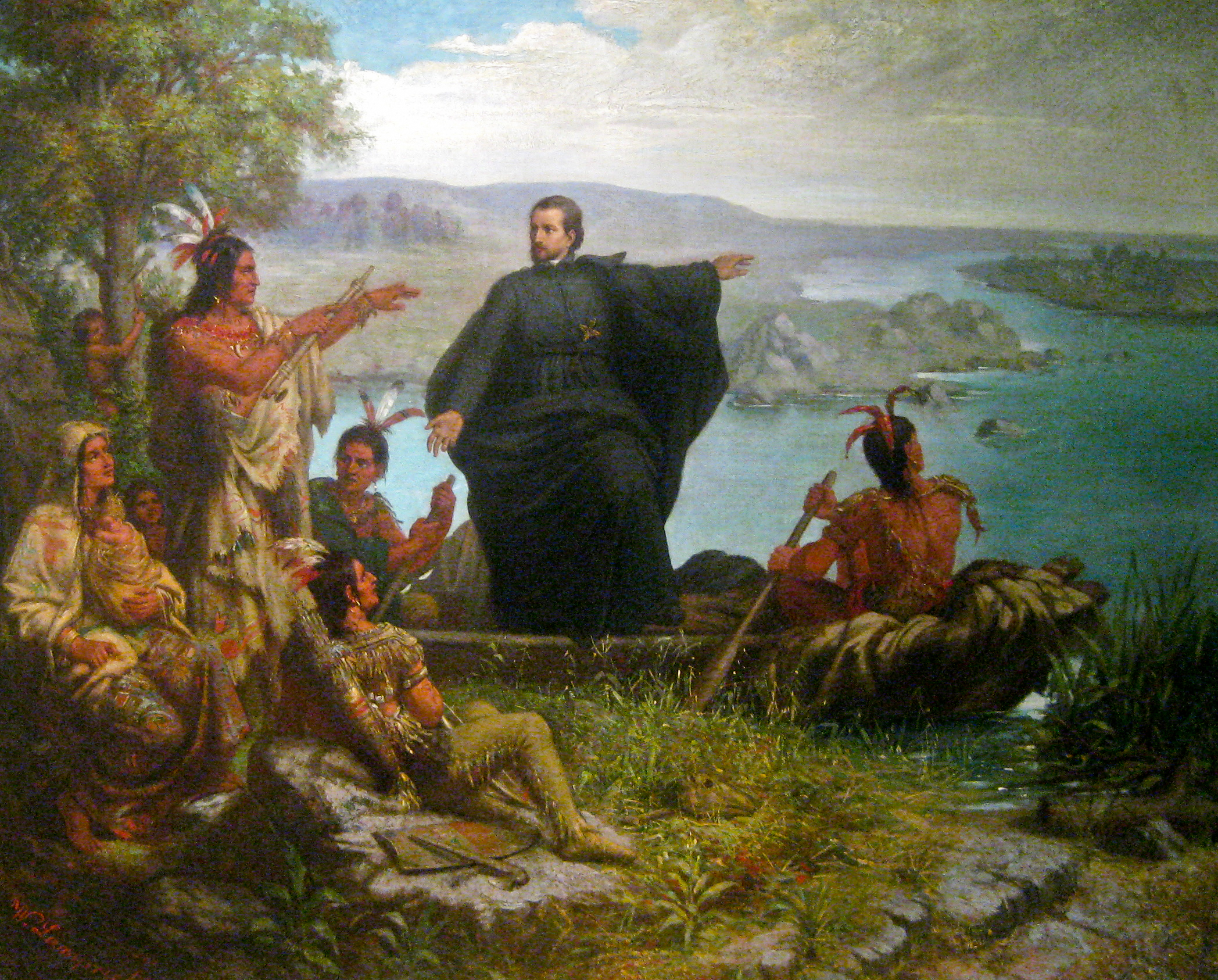
Wilhelm Lamprecht: Pere Marquette és az indiánok a Mississippin, (1869), Marquette University.

Az engedélyt megkapta és 1673-ban Marquette, egy Louis Joillet nevű francia-kanadai vezető társaságában útra kelt. St. Ignace-ből indultak május 17-én két kenuval és öt francia-indián származású (mai megnevezéssel mesztic) kísérővel. a Michigan-tó mentén haladtak a Zöld-öbölig, majd fel a Róka-folyón, majdnem annak forrásáig. Ott egy nagyjából két mérföldes úton maguknak kellett cipelniük a kenuikat egy mocsaras, tölgyekkel benőtt vidéken, egészen a Wisconsin-folyóig. Ezen a helyen építették fel később a franciák Portage kereskedővárosát, amit a fekvéséről neveztek el. Június 17-én érték el a Mississippit a mai Prairie du Chien közelében.
A Marquette-Jolliet expedíció 435 mérföldet (700 km) tett meg a Mexikói-öböl felé, de az Arkansas-folyó torkolatánál visszafordultak. Útközben több indián törzzsel találkoztak, akik európai csecsebecséket hordtak és féltek attól, hogy spanyol felfedezőkbe, vagy telepesekbe botlanak. Követték a Mississippit vissza az Illinois-folyó torkolatáig, amin keresztül a helyiek ismertek egy rövidebb utat vissza a Nagy-tavakhoz. A mai Chicago közelében érték el a Michigan-tavat. Marquette meglátogatott egy missziót a mai Green Bay-nél, míg Jolliet visszatért Quebecbe, hogy elvigye a felfedezések hírét.

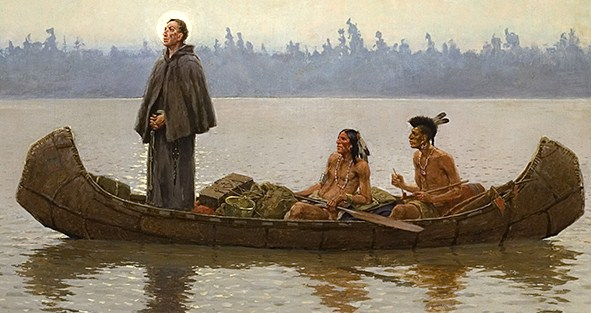
Henry Farny: Pere Marquette

Marguette és társai 1674-ben tértek vissza az Illinois területre, ezzel az első európaiakká válva, akik a mai Chicago területén teleltek át. Az Illinois Konföderáció vendégszeretetét élvezve, a felfedezők jelentős készleteket kaptak az útra és olyan ünnepi ételekkel vendégelték meg őket, mint pl. a sagamite.
1675 tavaszán Marquette nyugatra utazott és egy misét celebrált az Illinois indiánok Nagy Falvában. A vérhas következtében, ami már a mississippi-i úton is kínozta, az egészsége megromlott. A St. Ignace-ba vissza vezető úton halt meg 1675. május 18-án, 38 éves korában a mai Ludington közelében.
A Michigan Historical Markerben ez olvasható:
Jacques Marquette atya, a nagy jezsuita misszionárius és felfedező a Michigan-tó partjai mentén halt meg és ott temette el két francia kísérője 1675. május 18-án. Úton volt visszafelé a missziójához, St. Ignace-ba, amit 1673-ban hagyott el, hogy útra kelve felfedezzék a Mississippit. Halálának pontos helye sokáig vita tárgya volt. A Pére Maquette-folyó közelében fekvő hegy déli lejtőjétől nem messze található helyszín megfelel a korabeli francia leírásoknak, térképeknek és a róla keringő hagyományoknak. Marquette-t végül exhumálták és újratemették St. Ignace-ben 1677-ben.

## Emlékezete

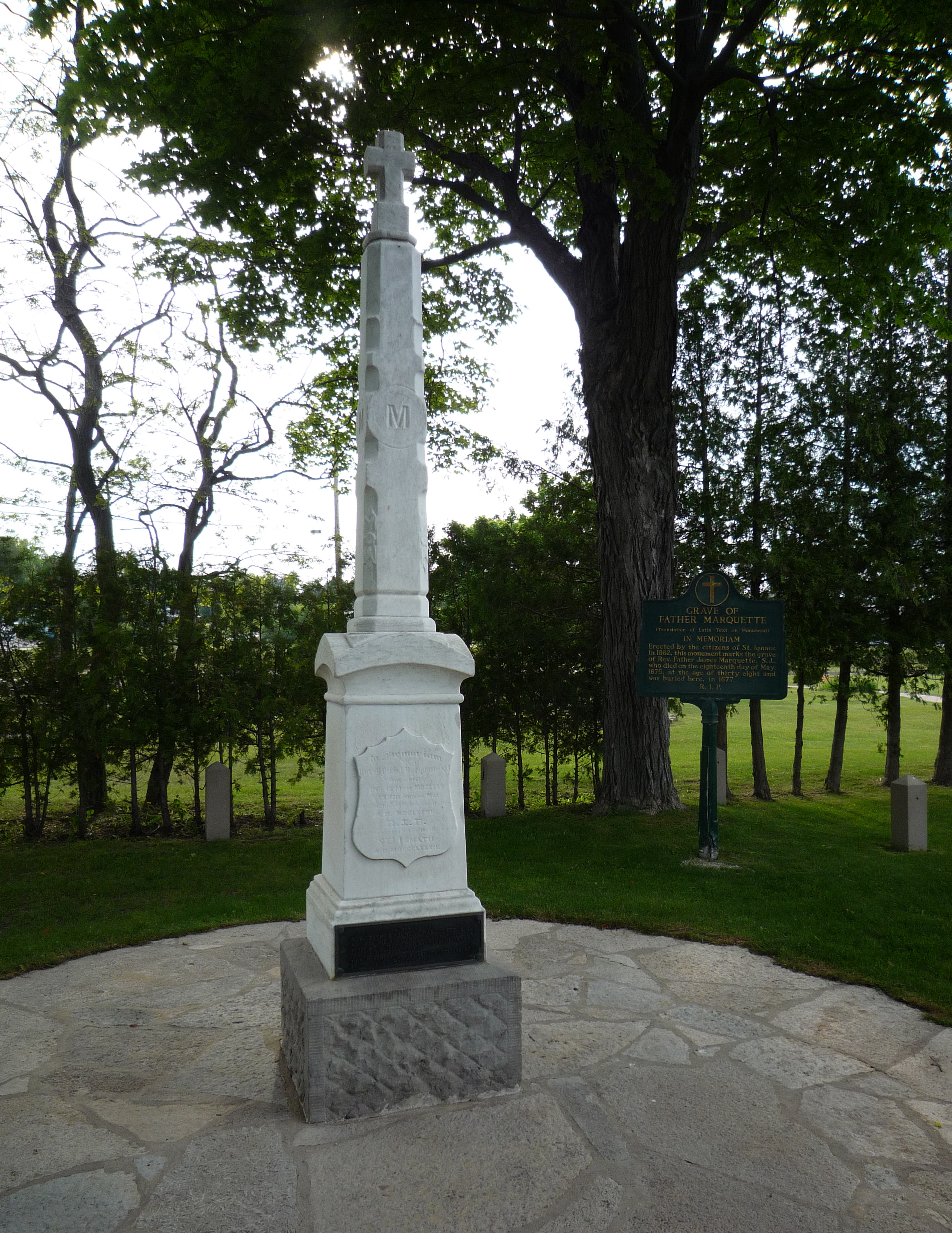
Marquette atya síremléke, St. Ignace belvárosában fekvő Ojibway Museum egyik épülete ma Marquette sírhelye fölött áll.

Marquette atya emlékét több város, földrajzi hely, park, egy egyetem és számos egyéb intézmény is őrzi:
- Marquette Egyetem, Milwaukee
- Marquette (Michigan), Marquette (Wisconsin), Marquette (Iowa), Marquette (Illinois) Marquette Heights (Illinois) és más városok
- Marquette megye (Michigan), Marquette megye (Wisconsin)
- Marquette-sziget a Huron-tavon
- Pere Marquette Nemzeti Park Grafton közelében
- Marquette Katolikus Középiskola, Altonban
- Marquette atya Nemzeti Emlékpark St. Ignace közelében[12]
- Pére Marquette Beach, egy közstrand a Michigan-tónál
- Pére Marquette Állami Erdő, Michiganben
- Pere Marquette Township, Michigan
- Marquette Park Gary-ben
- A Pére Marquette-folyó Michiganben
- Jacques Marquette emlékhely, Laonban (a szülővárosában)
- "Cité Marquette", korábbi amerikai városi terület (1956–1966), amit a NATO légibázisán állomásozó amerikai katonák építettek Couvronban (38. bombázó század), Laonban
- Marquette Park Chicagóban
- Marquette Road Chicagóban
- Marquette Building Chicagóban
- Hotel Pere Marquette Peoriában
- Marquette Középiskola Milwaukee-ban
- Marquette Középiskola, Michigan City-ben, Indianában
- Marquette Középiskola, Bellevue, Iowa

Számos helyen szenteltek szobrot az emlékének, köztük a Marquette Egyetemen Milwaukee-ban, a quebeci parlament épületében, Detroitban és Fort Mackinac-ben, Michiganben.